# Hugh Hefner
Hugh Marston Hefner (Chicago, Illinois, 1926. április 9. – Los Angeles, Kalifornia, 2017. szeptember 27.) amerikai sajtómágnás, a Playboy magazin kiadója, kitalálója és szerkesztője.

## Élete
Hugh Hefner a svéd származású Grace Carolinen és a német-angol származású Glenn Lucius Hefner fiaként született 1926. április 9-én. A Sayre Elementary Schoolba és a Steinmetz High Schoolba járt Chicagóban. Ezután a második világháború utolsó hónapjai alatt az amerikai hadseregnél szolgált. Művészeti diplomát szerzett az Illinois-i Egyetemen 1949-ben. Tanulóként kezdte kitalálni a Playboy témát. Első munkahelyén kartonokat nyomtatott, majd az Esquire-hez került szövegíróként. Az első Playboyt 1953 végén adták ki Marilyn Monroe-val a címlapon.
Az újság hamar kapós lett, Hefner filozófiai alapvetése szerint azért, mert ha az amerikaiak valóban a boldogság nyomába akarnak eredni, akkor szexuálisan fel kell őket szabadítani. Az ötvenes évek prűd, szemellenzős korában egy szexualitást nyíltan középpontba emelő újság bombaként robbant. A lap egyértelműen a benne meztelenkedő nők miatt volt híres és hírhedt, akik közt sok híresség is akadt, miközben sok ismert személlyel készült interjúk és elismert írók írásai is megjelentek benne. Emellett nyíltan foglalkozott olyan kényes témákkal, mint az abortusz, a fogamzásgátlás, a szexuális kisebbségek vagy éppen a nők jogai. Hefner emiatt magát fellengzősen már a feminizmus térnyerése előtt is feministának tartotta, aki a nők szexuális felszabadításán ügyködik, miközben ugyanakkor az újságjában szereplő pucér nők a férfifantáziák kiszolgálásának eszközei voltak, és ezáltal épp a nők tárgyiasításának folyamatában játszottak lényeges szerepet, emiatt pedig épp a feministák is támadták. Hefner birodalma ebből a szempontból a patriarchális, vagyis férfiközpontú társadalom túlfűtött kirakata volt. Ehhez jött Hefner hedonista magánélete, aminek egy része mindig is a bulvármédia előtt zajlott, ilyenek voltak például a különféle rendezvények vagy bulik Hefner villájában, ahol mindenütt csupa vonzó fiatal nő volt jelen, akik Hefnert is körülzsongták. A villájába beköltöző, majd onnan később kikerülő egykori playmate-ek elbeszélése alapján elvárás volt Hefnerrel lefeküdni, aki rendszeresen tartott csoportos szexpartikat is, miközben a lányok sok szempontból fogolynak érezték magukat a villájában, de hasonló tapasztalatokról írt egy beépült riporternő is már 1963-ban.
Visszaemlékezések szerint Hefner a tőlük elvárt szexen és orgiákon felül gyakran fogyasztott kábítószereket, ezen kívül többször kritizálta a megjelenésüket, vagy intrikusként egymásnak ugrasztotta őket. A droggal a lányok is éltek, hogy készségesebbek tudjanak lenni, illetve hogy elviseljék valahogy az érzelmi bántalmazásokat. Sok lány vérmes reményekkel érkezett Hefnerhez, akinek ők legfeljebb csak szexuális játékszerek voltak. Csak akkor volt adakozóbb, ha plasztikai műtéteket kellett kifizetni, egyébként szűken mérte a pénzt a lányok számára, a villája pedig gyakran bűzlött a kutyaürüléktől. Igyekezett irányítani a nőket, akiket pornófelvételekkel zsarolt, ha ellentmondtak volna, de a hozzá érkező újságírókat is kamerákkal és mikrofonokkal figyelte, illetve hallgatta le. Más volt playmate-ek szerint kiskönyvekben vezette melyik lánnyal mikor feküdt le, mikor menstruáltak, illetve mikor kértek utoljára „zsebpénzt” tőle. Aktuális felesége vagy barátnője is a beköltözött nők közülük került ki, saját bevallása szerint legalább ezer nővel feküdt le, de állítása szerint feleségeit sosem csalta meg. Hefner fia, Cooper Hefner szerint viszont egy, az apja viselt dolgait bemutatni kívánó sorozatban megszólalók bosszúból akarták rossz színben feltüntetni az apját.
Mildred Williams volt az első felesége, akit 1949. június 25-én vett el. Két gyermekük született, de 1959-ben elváltak.
1985-ben volt egy kisebb stroke-ja. 1989-ben elvette Kimberley Conradot, két gyermekük született, majd 1999-ben elváltak. 2001-től 2008-ig Holly Madison volt a partnere, közben 2002-ben Bridget Marquardt, 2004-ben Kendra Wilkinson is csatlakozott Hollyhoz a Playboy-villában. (2013-ban Madison hozzáment Pasquale Rotellához.)
2012. december 31-én házasodott meg újra, harmadik felesége Crystal Harris explaymate, akit 2011-ben már majdnem elvett, de a 60 évvel fiatalabb ara lelépett közvetlenül az akkori esküvőjük előtt. Harris 2024-ben jelentette meg Only Say Good Things: Surviving Playboy and Finding Myself című memoárját, amiben többek közt azt írta, hogy a már temérdek potencianövelőt használó Hefnerrel nem volt élvezet az együttlét, gépies volt az ágyban, nem is volt nyitott mások szexuális igényeire, akit igazából csak a pénze és pozíciója miatt vették körül az emberek.
Két Guinness-rekordja is volt, az egyik, hogy ő volt a világ legrégebb óta hivatalban lévő főszerkesztője, több, mint hatvan évvel, a másik, hogy övé volt a világ legnagyobb magánkézben lévő fényképalbum-gyűjteménye.
2016 nyarán eladta a Playboy-villát azzal a feltétellel, hogy az épületben maradhat haláláig.
Barátnői voltak többek között: Donna Michelle, Marilyn Cole, Lillian Müller, Patti McGuire, Shannon Tweed, Brande Roderick, Barbi Benton, Karen Christy, Sondra Theodore és Carrie Leigh.

## Fordítás
Ez a szócikk részben vagy egészben  a   Hugh Hefner című angol Wikipédia-szócikk fordításán alapul.  Az eredeti cikk szerkesztőit annak laptörténete sorolja fel. Ez a jelzés csupán a megfogalmazás eredetét és a szerzői jogokat jelzi, nem szolgál a cikkben szereplő információk forrásmegjelöléseként.